# Ricky Ellis
Richard Christopher Ellis dit Ricky Ellis, né le 14 octobre 1987, est un nageur sud-africain.

## Carrière
Ricky Ellis remporte trois médailles d'or, sur 50 et 100 mètres dos et sur le relais 4 x 100 mètres nage libre, et deux médailles de bronze, sur 200 mètres dos et sur le relais 4 x 100 mètres quatre nages aux Championnats d'Afrique de natation 2012 à Nairobi.
Aux Jeux africains de 2015 à Brazzaville, il est médaillé d'or du 100 mètres dos et médaillé d'argent des 50 et 200 mètres dos ainsi que du relais 4 x 100 mètres quatre nages.